# António Correia Pinto de Macedo
António Correia Pinto de Macedo (Correlhã, 12 de junho de 1719 — Lages, 28 de setembro de 1783), capitão-mor do Sertão de Curitiba e da Vila de Lages, com mercê de Hábito de Cristo, foi um bandeirante, sertanista e fazendeiro, fundador da cidade de Lages.

## Biografia
Nasceu na freguesia de São Tomé de Correlhã do município português de Ponte de Lima, descendente dos Senhores da Quinta de Assamassa e das linhagens nobres dos Macedo de Monção e dos Brito de Arcos de Valdevez. Chegou de Lisboa ao Brasil em 1733, e após de residir por um ano no Rio de Janeiro, na atual rua Visconde de Inhaúma, e por quatro em Minas Gerais, em 1738 iniciou a sua atividade como sertanista nas campanhas do Rio Grande de São Pedro, ocupando-se com negócios de tropas pelos quais chegou a passar dois anos nas Índias da Espanha. Nas suas expedições purgou os sertões do Rio Grande e de Curitiba de malfeitores, franqueou estradas para o comércio à custa de grande parte dos seus bens e fundou a Fazenda Cruz de Malta, a Fazenda Guarda-Mor e a Fazenda Capitão-Mor, recebendo em reconhecimento por suas importantes contribuições a provisão de Guarda-mor substituto nos distritos do Rio Grande do Sul a 12 de setembro de 1763.
Aproveitando o seu conhecimento em profundidade dos caminhos das tropas, fez aliança com o Morgado de Mateus, Governador e Capitão-general da Capitania Real de São Paulo, para povoar o sertão de Curitiba e toda a campanha que se extendia desde o Campo da Estiva para o sul até as fronteiras da Capitania. Foi nomeado Capitão-mor regente da região em 9 de julho de 1766, e em 7 de agosto recebeu a ordem de fundar e administrar nos campos das Lages uma povoação, a maior que for possível, que havia de chamar-se Vila Nova dos Prazeres e ter por orago Nossa Senhora dos Prazeres, com o triplo fim estratégico de organizar a defesa do sertão, servir de ponto de parada para os tropeiros que se utilizavam do caminho entre Sorocaba e Viamão, e garantir o domínio português no interior do território, povoando terras que segundo a tradição continham jazidas de ouro.
Correia Pinto partiu de São Paulo poucos dias depois, levando consigo uma imagem de Nossa Senhora dos Prazeres em pintura doada pelo Morgado de Mateus. Após de gastar quatro ou cinco mil cruzados da sua fazenda na jornada até o campo das Lages e nos aprestos em que houve de empregar a sua escravatura e os seus oficiais, estabelecendo primeiro um assentamento em Chapada das Taipas e outro nas margens do rio Canoas que uma enchente obrigou a evacuar, finalmente fundou a póvoa de Lages na sua posição geográfica atual a 22 de novembro de 1766 em torno à sua primeira capela, limitando a leste com a Serra do Mar e ao norte com o ribeirão do Campo da Estiva. Diante dos incessantes ataques dos indígenas construiu depois uma represa no riacho, em que as mulheres podiam lavar as roupas sem afastar-se de suas casas, e entre 1768 e 1771 abriu o caminho Lages-Laguna, alternativo ao Caminho das Tropas, para ligar os campos do interior com o litoral.
A póvoa de Lages foi elevada em 22 de maio de 1771 à categoria de vila, que manteria até obter o reconhecimento de cidade quase nove décadas depois. No mesmo ano, Correia Pinto recebeu do Morgado de Mateus a mercê do Hábito de Cristo e a patente definitiva de Capitão-mor de Lages, e a Rainha D. Maria I concedeu-lhe a 26 de novembro de 1779 o título de Capitão-mor do Sertão de Curitiba em reconhecimento por seus valiosos serviços e pela fundação de Lages, que descreveu como uma das mais florentes vilas da Capitania, nomeando-o para seguir vadeando e descobrindo os “vastos e impenetráveis sertões” que corriam da Curitiba até a fronteira do Rio Grande do Sul.
Em sua honra existem hoje o município catarinense de Correia Pinto, o Aeroporto Antônio Correia Pinto de Macedo (IATA: LAJ) de Lages, a rua Correia Pinto de Lages, e o monumento em homenagem a Correia Pinto na praça da Bandeira de Lages, esculpido pelo artista plástico lageano Agostinho Malinverni Filho, que representa o bandeirante apontando o local onde seria fundada a povoação, erguido simbolicamente sobre um bloco polido de pedra que emerge dum penhasco agreste.
Foi tio-tetravô de Adelino Delduque da Costa, administrador colonial e escritor, Coronel de Infantaria combatente na Primeira Guerra Mundial e Governador do Distrito de Damão da Índia Portuguesa, e tio-pentavô de Miguel Barca del Duque, Comandante de Artilharia combatente em várias das batalhas mais importantes da Guerra Civil Espanhola. Foi também um dos dois grandes bandeirantes ponte-limenses junto com Cristóvão Pereira de Abreu, natural da freguesia de Santiago de Fontão.